# موتورشيف سانت لويس
أثناء الحرب العالمية الثانية، كانت موتورشيف سانت لويس عابرة محيط ألمانية والتي عُرفت بحمل أكثر من 900 لاجئ يهودي من الهاربين من ألمانيا التي كانت تحت الحكم النازي في عام 1939 للهروب من الهولوكوست إلى كوبا في وقت الحرب، إلا أنه لم يسمح لهم بالهبوط في الميناء. ذهب قبطان السفينة، غوستاف شرودر، إلى الولايات المتحدة وكندا، في محاولة للعثور على بلد يستقبل اللاجئين اليهود، لكن كلا البلدين رفضا. عاد أخيرًا إلى أوروبا، لاق قبولا من بعض الدول، بما فيها المملكة المتحدة وبلجيكا وهولندا وفرنسا، لضم بعض اللاجئين. تم القبض على العديد منهم في وقت لاحق في جولة للنازيين الألمان على اليهود الهاربين في البلدان المحتلة، وقدّر بعض المؤرخين أن ما يقارب ربعهم قُتلوا في معسكرات الموت المأساوية خلال الحرب العالمية الثانية. عُرفت هذه الأحداث باسم «رحلة الملعونين»، وقد ألهمت صناع الأفلام والأوبرا والخيال لإنتاج العديد من الأفلام والمسلسلات والوثائقيات التي تعيد المأساة لأذهان الناس.

## خلفية
كانت سانت لويس سفينة تعمل بالديزل (على عكس الباخرة) ويشار اليها بالبادئة أم أس (MS) أو أم في (MV)، التي تم بناؤها في أحواض بناء السفن في بريمر فولكان (Bremer Vulkan) في مدينة بريمن الألمانية من أجل هامباج (HAPAG)، والتي تعرف باللغة الإنجليزية باسم هامبورغ اميركا لاين «خط هامبورغ-أمريكا». وغالبا ما تعرف باسم أس أس سانت لويس. سميت السفينة على اسم مدينة سانت لويس بولاية ميسوري الأمريكية. كانت سفينة ام اس ميلووكي (Milwaukee MS) تعمل بمحرك ديزل تابعة لخط هامبورغ أمريكا. أبحرت سانت لويس بانتظام عبر المحيط الأطلسي من مدينة هامبورغ إلى هاليفاكس ونوفا سكوتيا ومدينة نيويورك، وقامت برحلات بحرية إلى جزر الكناري، ماديرا البرتغالية، إسبانيا؛ والمغرب. تم بناء سانت لويس لخدمة الخطوط البحرية عبر المحيط الأطلسي وللرحلات الترفيهية.

## رحلة الملعونين

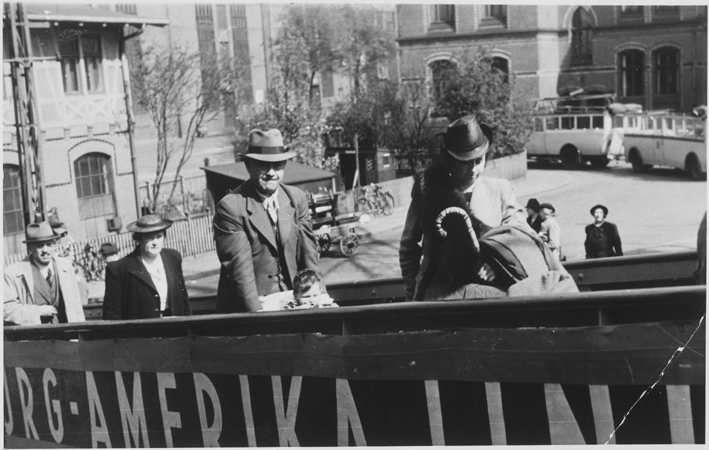
الصعود من ميناء هامبورغ

في 13 مايو 1939, أبحرت سفينة سانت لويس من مدينة هامبورغ الألمانية إلى دولة كوبا، تحت قيادة الكابتن غوستاف شرودر وهي تحمل ما يقارب 937 راكبا، كان الغالبية العظمى من اللاجئين اليهود الباحثين عن اللجوء لدى الدول هربا من الاضطهاد النازي لليهود في ألمانيا.
كان الكابتن شرودر ألماني الجنسية، بذل اقصى ما يمكن لضمان معاملة كريمة لركابه حيث شملت المواد الغذائية المقدمة حسب البنود الألمانية، ورعاية للأطفال بينما يتناول اهلهم الطعام. تم إضافة وقت للمتعة حيث تمت الاستعانة بالرقصات واقامة حفلات الموسيقية، وفي ليالي الجمعة ذات الخصوصية الدينية، اقيمت حفلات دينية في غرف الطعام، تمت تغطية تمثال نصفي لهتلر كان موضوع في الردهة بواسطة مفرش المائدة. بالإضافة إلى ذلك، تم إضافة دروس لتعليم السباحة في احواض السباحة على متن السفينة. لوثار مولتون، هو كان أحد الصبية الذي يسافر مع والديه على متن السفينة، قال إن الركاب يعتبرونها «رحلة بحرية نحو الحرية». مرغما بالتوجه إلى كوبا كملاذ وحيد للاجئين، أسقطت السفينة مرساة في الساعة 04:00 صباحا في يوم 27 مايو في أقصى مرفأ هافانا ولكن تم رفض دخولها إلى مناطق الإرساء المعتادة. رفضت الحكومة الكوبية برئاسة الرئيس فيديريكو لاريدو برو قبول اللاجئين الأجانب. على الرغم من أن الركاب اشتروا تأشيرات سفر بصورة قانونية، إلا أنهم لم يتمكنوا من دخول كوبا لا كسائحين (حيث تم تغيير القوانين المتعلقة بالتأشيرات السياحية مؤخرًا) أو كلاجئين يطلبون اللجوء السياسي، في 5 مايو 1939، أي قبل أربعة أشهر من بدء الحرب العالمية الثانية، تخلت مدينة هافانا الكوبية عن سياسة الهجرة العملية التي كان تعتمدها سابقا وأصدرت بدلاً عنها المرسوم 937، الذي ينص على  «تقييد دخول جميع الأجانب باستثناء المواطنين الأمريكيين، حيث يتطلب سندات بقيمة 500 دولار وإذن من قبل وزيرا الدولة والعمل الكوبيان».تم إلغاء التصاريح والتأشيرات الصادرة قبل 5 مايو بأثر رجعي. لم يكن هناك أي أحد من الركاب يعلم بإلغاء تصاريح الرسوم من قبل حكومة كوبا.
بعد أن بقيت السفينة راسية في الميناء في كوبا لمدة 5 أيام، سمح فقط 28 راكبًا لهم بالنزول في كوبا. اثنان وعشرون من اليهود الذين حصلوا على تأشيرات دخول صالحة للولايات المتحدة؛ أربعة منهم مواطنون أسبان واثنان من الرعايا الكوبيين، وجميعهم يحملون وثائق دخول صالحة ورسمية قانونية. وكان آخر ما تم إخلاءه هو إخلاء طبي. اقدم أحد الركاب على محاولة الانتحار، فسمحت السلطات بنقل ذلك الشخص إلى مستشفى في هافانا. اظهرت السجلات الهاتفية أن المسئولين الأميركيين كورديل هول، وزير الخارجية وهنري مورجينثاو، وزير الخزانة قد بذلوا جهودهم لإقناع كوبا بقبول اللاجئين الموجودين على السفينة. لم ينجحوا في ذلك لا هم ولا لجنة التوزيع المشتركة اليهودية الأمريكية، التي دافعت عن الحكومة. من منع ركابها من الهبوط في كوبا، وجه الكابتن شرودر سانت لويس واللاجئين الـ 907 المتبقين بتجاه الولايات المتحدة. دار خارج ساحل فلوريدا، متأملا بالحصول على إذن من السلطات الأمريكية لدخول الولايات المتحدة. نصح وزير الخارجية الأمريكي كورديل هول، روزفلت بعدم قبول اليهود. فكر الكابتن شرودر في التحرك على طول الساحل للسماح للاجئين بالفرار والهرب من السفينة إلى داخل البلاد، لكن بناءً على تعليمات كورديل هول، قامت سفن خفر السواحل الأمريكية بتغطية السفينة ومراقبتها ومنع حدوث هكذا فعل.
بعد إبعاد سانت لويس عن الولايات المتحدة، حاولت مجموعة من الأكاديميين ورجال الدين في كندا إقناع رئيس وزراء كندا، وليام ليون مكانزي كينج بتوفير ملاذ للركاب. أمكن للسفينة إن تصل إلى هاليفاكس، نوفا سكوتيا في غضون يومين.

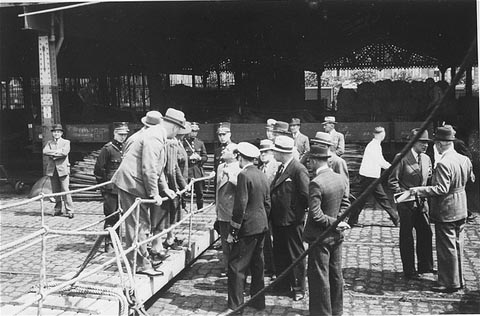
تفاوض الكابتن لويس غوستاف شرودر على تصاريح الهبوط للركاب مع المسؤولين البلجيكيين في ميناء أنتويرب.

مدير فرع الهجرة في كندا، فريدريك بلير، كان معاديًا للهجرة اليهودية وأقنع رئيس الوزراء في تاريخ  9 يونيو بعدم التدخل في هذا الشأن.في عام 2000 اعتذر  ابن أخ بلير للشعب اليهودي من تصرف عمه. بحث الكابتن شرودر عن ملاذ للركاب، ساءت احوال السفينة في هذه الاوقات. في وقت ما، خطط الكابتن شرودر  لهدم السفينة على الساحل البريطاني لإجبار الحكومة على استقبال الركاب كلاجئين شرعيين. ورفض إعادة السفينة إلى ألمانيا حتى يُسمح لجميع الركاب بالدخول إلى دولة أخرى، عمل المسؤولون الأمريكيون مع بريطانيا والدول الأوروبية لإيجاد ملاذ لليهود في أوروبا. عادت السفينة إلى أوروبا حيث رست وعلى متنها 907 راكب في ميناء أنتويرب في بلجيكا في 17 يونيو 1939.
وافق رئيس الوزراء البريطاني نيفيل تشامبرلين على أخذ 288 حيث تقدر نسبتهم المؤية من مجموع الركاب 32%، الذين نزلوا وسافروا إلى المملكة المتحدة عبر سفن بخارية أخرى. بعد الكثير من مفاوضات شرودر، سُمح للركاب الـ 619 المتبقين بالنزول في أنتويرب. تم قبول 224 (25 %) من قبل فرنسا، و 214 (23.59 %) من بلجيكا، و 181 (20%) من هولندا. عادت السفينة إلى مدينة هامبورغ خالية من الركاب. في العام الذي تلاه، بعد معركة فرنسا والاحتلال النازي لبلجيكا وفرنسا وهولندا في مايو 1940، تعرض جميع اليهود في تلك البلدان لخطر كبير، بما في ذلك السائحون الآخرون.
حسب معدلات واحصائيات بقاء اليهود في مختلف البلدان أثناء الحرب والترحيل، قدّر المؤرخون أن 180 من لاجئي سفينة سانت لويس في فرنسا، و152 من هؤلاء في بلجيكا و60 في هولندا نجوا من الهولوكوست.  بما في ذلك الركاب الذين هبطوا في إنجلترا، من أصل 936 لاجئًا (توفي رجل واحد خلال الرحلة)، نجا ما يقرب من 709 من الحرب ومات 227.
 في وقت لاحق من البحث عن المفقودين، قرر كل راكب أن 254 من أولئك الذين عادوا إلى أوروبا القارية قد قتلوا خلال الهولوكوست، من بين 620 مسافرًا من سانت لويس الذين عادوا إلى أوروبا، قرر أن سبعة وثمانين كانوا قادرين على الهجرة قبل أن تغزو ألمانيا أوروبا الغربية في 10 مايو 1940.توفي مائتان وأربعون راكبا في بلجيكا وفرنسا وهولندا بعد ذلك التاريخ خلال الهولوكوست. قُتل معظم هؤلاء الأشخاص في مراكز القتل في أوشفيتز وسوبيبور. مات الباقون في معسكرات الاعتقال نتيجة التعذيب والاعتقال، أو في  محاولة  الاختباء أو محاولة الهرب من النازيين. ثلاثمائة وستة وستون من ركاب 620 الذين عادوا إلى أوروبا القارية نجوا من الحرب. من بين 288 مسافراً أرسلوا إلى بريطانيا، كانت الغالبية العظمى على قيد الحياة بعد انتهاء الحرب.

## الإرث
بعد انتهاء الحرب العظمى، منحت جمهورية ألمانيا الاتحادية الكابتن غوستاف شرودر وسام الاستحقاق. في عام 1993، تم تسمية الكابتن شرودر بعد وفاته كواحد من الصالحين بين الأمم في نصب ياد فاشيم للهولوكوست في إسرائيل. عرض في متحف الولايات المتحدة للهولوكوست التذكاري في العاصمة واشنطن يروي قصة رحلة سانت لويس. يتميز متحف هامبورغ بعرض ومقطع فيديو حول سانت لويس في معرضه عن تاريخ الشحن في المدينة.
في عام 2009، اكتشف معرض خاص في المتحف البحري للمحيط الأطلسي في هاليفاكس، في نوفا سكوتيا، بعنوان Ship of Fate «سفينة المصير»،  وتفسير العلاقة الكندية مع الرحلة المأساوية. العرض الآن معرض السفر  في كندا. في عام 2011، تم إنتاج نصب تذكاري تحت مسمى «عجلة الضمير»، من قبل المؤتمر اليهودي الكندي، الذي صممه دانييل ليبسكيند مع تصميم جرافيك لديفيد بيرمان وتريفور جونستون.  النصب التذكاري عبارة عن عجلة مصقولة من الفولاذ المقاوم للصدأ. يرمز للسياسات التي رفضت أكثر من 900 لاجئ يهودي في وقت الحرب العالمية الثانية، تضم العجلة أربعة تروس متشابكة، كل منها يظهر كلمة تمثل عوامل الاستبعاد: المعاداة السامية، وكره الأجانب، والعنصرية، والكراهية. تم إدراج الجزء الخلفي من النصب التذكاري مع قائمة الركاب. تم عرضه لأول مرة في عام 2011 في المتحف الكندي للهجرة في 21بير (Pier 21)، المتحف الوطني للهجرة في كندا في هاليفاكس. بعد فترة عرضه، تم شحن التمثال إلى مصنعيه، سهيل موسون المحدودة، في تورنتو للإصلاح والتجديد . في عام 2012، اعتذرت وزارة الخارجية الأمريكية رسميًا في حفل حضره نائب وزير الخارجية بيل بيرنز و14 ناجًا من الحادث في تلك السفينة ابان الحرب العالمية الثانية. قدم الناجون إعلانًا عن امتنانهم لمختلف الدول الأوروبية التي ساهمت بقبول بعض ركاب السفينة. تم تسليم نسخة موقعة من قرار مجلس الشيوخ رقم 111، الذي يعترف في 6 يونيو 2009 بانة الذكرى السبعين للحادث، تم تسليمه إلى أرشيف وزارة الخارجية.
في مايو 2018، أعلن رئيس الوزراء جوستين ترودو أن حكومة كندا ستقدم اعتذارًا رسميًا في مجلس العموم في البلاد لدورها في مصير ركاب السفينة.  تم إصدار الاعتذار في 7 نوفمبر.

## المهمة اللاحقة
تم اعتبار سانت لويس كسفينة بحرية ألمانية مقيمة من عام 1940 إلى عام 1944. وقد تعرضت لأضرار بالغة جراء تفجيرات الحلفاء ابان الحرب في كيل بتاريخ 30 أغسطس 1944. تم إصلاح السفينة واستخدامها كسفينة فندقية في مدينة هامبورغ في عام 1946. عرضت للبيع  لاحقًا وتم إبطالها عام 1952.

## أبرز الركاب
- ليون جويل، عم المغني وكاتب الأغاني الأمريكي بيلي جويل.[17]
- أرنو موتولسكي (1923–2018)، عالم الجينوم.[18]

## التمثيل
- مسرحية جان دي هارتوغ «اله شيبر ناست» عام 1942 ترجمت إلى الإنكليزية تحت عنوان «ربان بجانب الله»1945
- رحلة الملعونين (1974) سرد قصصي للكتاب جوردن توماس، وماكس مورغان ويتس.
- رحلة الملعونين 1976 فلم من إخراج ستيوارت ريسينبرغ مقتبس من كتاب توماس |مورغن ويتس.
- رواية جوليان بارنز «تاريخ العالم في 10 فصول» (1989) تروي تجارب مرض التصلب العصبي المتعدد سانت لويس اليهود في الفصل «ثلاث قصص بسيطة».
- بودي وبروك ثوين 1991 رواية ميونيخ التوقيع.
- جيل ميجرنغ يتكون من أوبرا، سانت لويس بلوز .1994
- تتمحور رواية ليوناردو بادورا  (هيريجيس 2013) حول حادثة سانت لويس.
- دخول مرفوض: قصة أحد الناجين برحلة المصير والإيمان والحرية (2011)، سيرة ذاتية وتعليق من تأليف فيليبس اس.فريوند.
- نايلو كروس في مسرحيته سوتو فوس عام 2014 حول مأساة ركاب السفينة  في الحاضر .
- الفتاة الألمانية (2016)، رواية لأرماندو لوكاس كوريا.
- لاجئ (2017)، رواية شابة للكبار كتبها آلان غراتز.